# 关岛旗帜
关岛旗帜采用於1948年2月9日，领地旗帜为蓝底，带有窄红边（红边是后加的，寓意是二战中的流血牺牲），旗帜中心是关岛徽章。